# Egon Kuchlein
Egon Kuchlein (Amsterdam, 30 juni 1958) is een Nederlands architect en beeldend kunstenaar.

## Biografie
Kuchlein volgde een opleiding aan de Kunstacademie in Arnhem in de richtingen omgevingsvormgeving/monumentaal, waar hij in 1984 zijn diploma behaalde. Hierna studeerde hij architectuur aan de Academie van Bouwkunst, afdeling Architectuur, in Amsterdam. 
Hij heeft als kunstenaar tentoonstellingen en opdrachten in de openbare ruimte uitgevoerd, naast decors voor theater- en dansvoorstellingen en een enkele film. Kuchlein is lid geweest van het kunstenaarsinitiatief stichting Plaatsmaken, met onder meer de manifestatie Kunst, Krisis of Keerpunt. In 1985 richtte hij met Jan Samson de coöperatieve vereniging 'De Gevestigde Orde' op, waarmee zij kunst wilden brengen op andere plekken dan een museum, zoals op straat of in de stad. In 1989 waren zij organisator van Arturodam, een kunstproject in miniatuurstad Madurodam.
In 1991 bracht Kuchlein een object in voor de tentoonstelling Hof van Beelden in de Botanische Tuinen van Utrecht.
In 1994 plaatsten Kuchlein en Samson een kunstwerk op de Geniedijk in de Haarlemmermeer, als onderdeel van een kunstproject.
In de Helmondse wijk Dierdonk was Kuchlein in 2000 verantwoordelijk voor het ontwerp en de inrichting van een pleintje aan de Dierdonklaan.
Verder was hij tot 2010 een actief gebruiker van de ateliers in grote woon-werkpanden in Amsterdam zoals Conradstraat (1986–1988) ‘de Arbeidsinspectie' (1988–1992) en de Nieuw & Meer (1992–2010)
Met de oprichting van Egeon Architecten in 2003 – tot 2020 samen met de industrieel ontwerper Florian Aberle – legde hij zich toe op het ontwerp van een woning als unica, al dan niet in opdracht.
- RKD-Nederlands Instituut voor Kunstgeschiedenis: 46721